# Taxcói Krisztus
A Taxcói Krisztus (spanyolul Cristo de Taxco) egy nagy méretű műalkotás a mexikói Taxco de Alarcón városában, amely Jézust ábrázolja kitárt karokkal.

## Története
A szobrot 2002 januárjáról szeptemberig építették, René Juárez Cisneros kormányzó és Isaac Ocampo Fernández községi elnök idején. 2018 őszén megrongálták: letörték vagy levágták bal kézfejét, és a tarkójába is szemmel láthatóan belevágtak.

## Leírás
A szobor a Mexikó középső részén fekvő egykori gazdag bányászváros, Taxco de Alarcón szélén áll, a történelmi belvárostól északnyugatra, az Atachi nevű hegyen. Mellőle jó kilátás nyílik szinte az egész városra. Ma ez a helyszín a település egyik fő turisztikai látványossága.
A szobor 52 darab, rózsaszínes árnyalatú kődarabból készült. Mind hengeres talapzata, mind maga a kitárt karokkal a város felé néző Jézus-alak 5–5 méter magas. A talapzat elejére egy ereklyetartó képét festették, amelyben az IHS betűk olvashatók.

## Képek

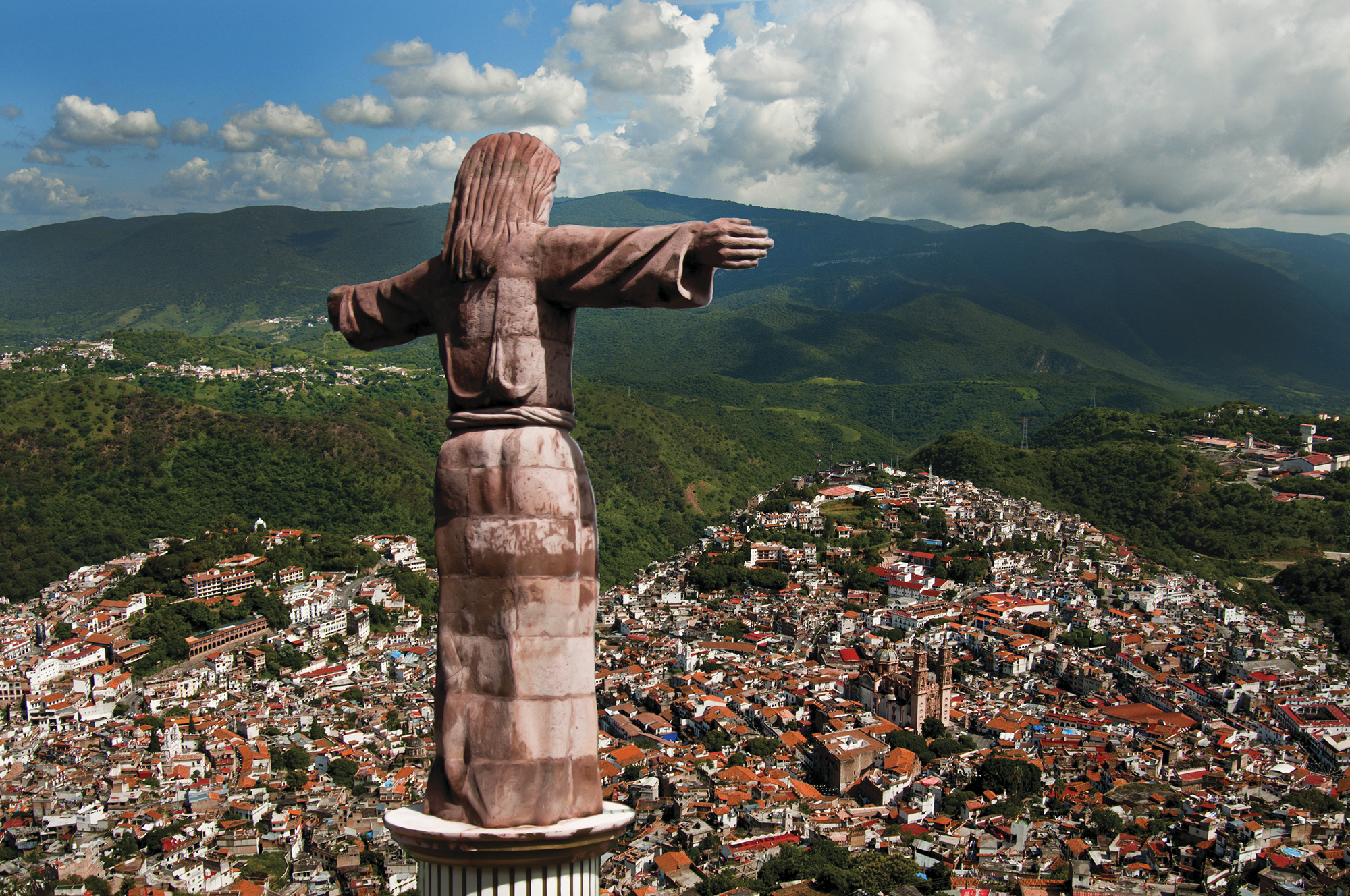
A szobor, kilátással a városra
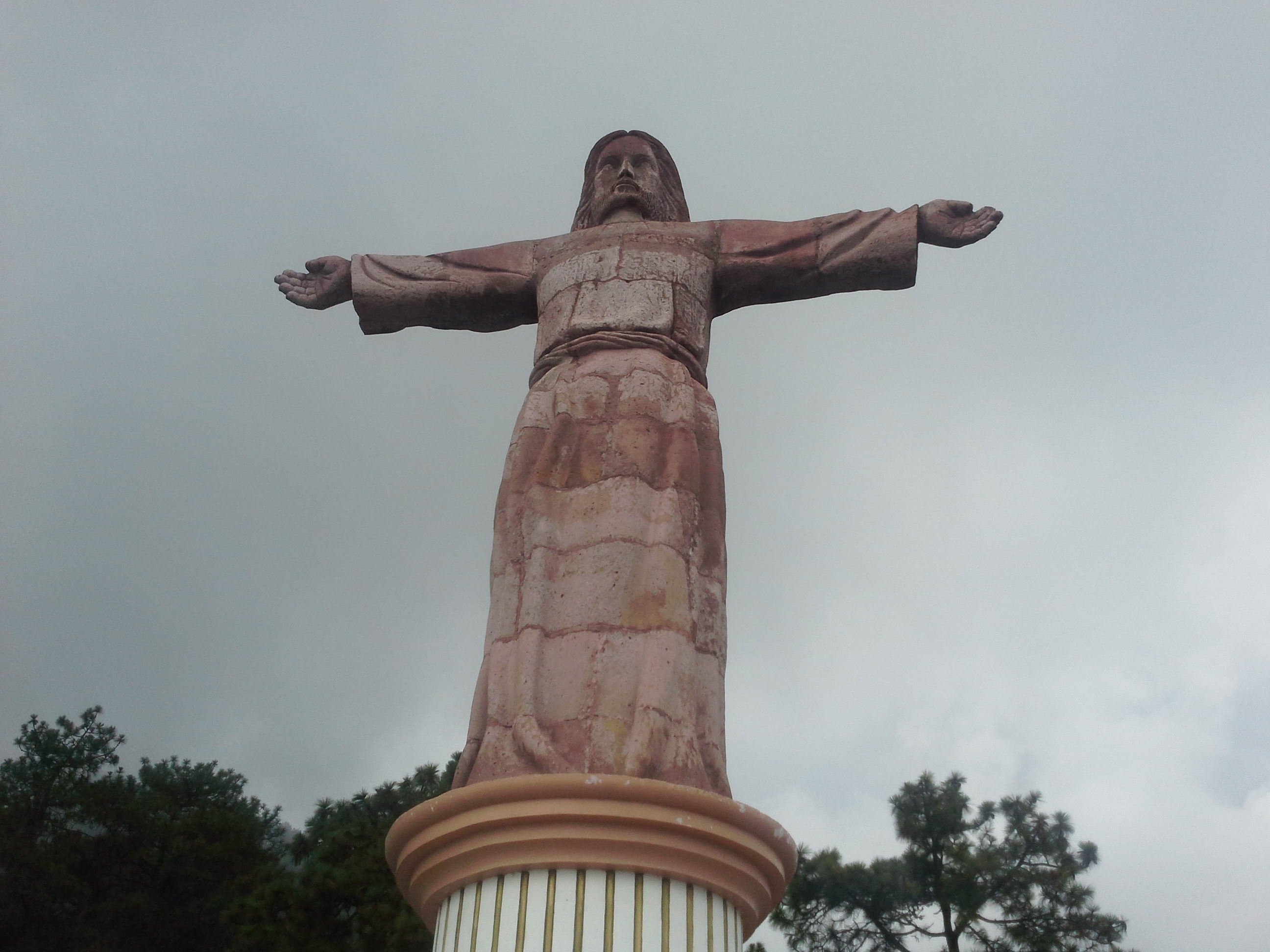
A szobor közelről
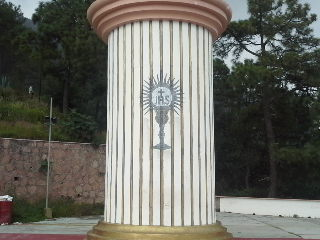
Talapzata
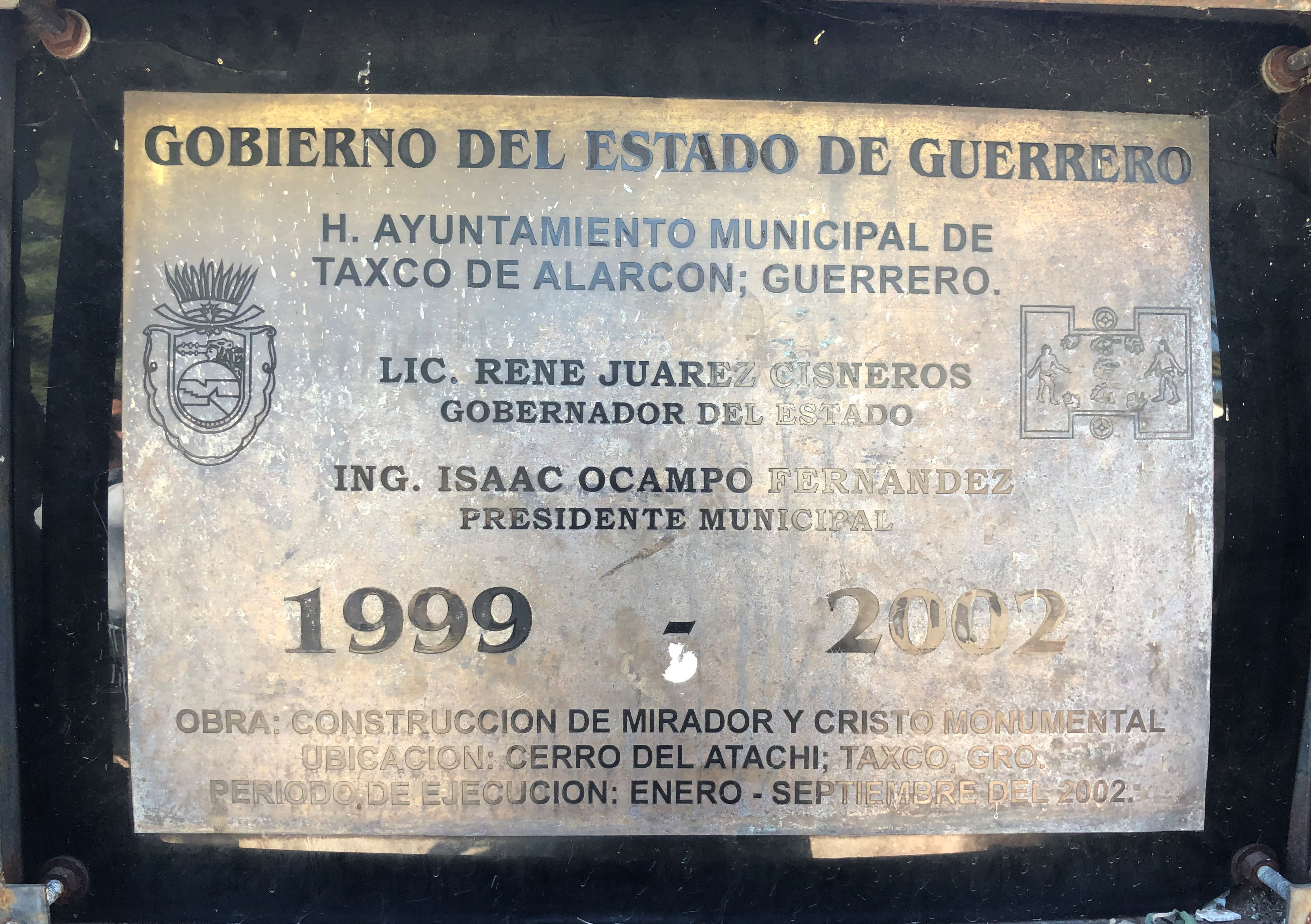
Az építés adatait tartalmazó emléktábla